# میتهیلا
میتهیلا نام منطقه‌ای جغرافیایی و فرهنگی در شبه‌قاره هند و در ایالت بیهار هند است. این منطقه با رود مهانانده در شرق، گنگ در جنوب، رود گندکی در غرب و کوهپایه‌های هیمالایا در شمال محصور است. این منطقه از سوی شرق تا ترائی نپال امتداد یافته‌است.
زبان بومی این منطقه، زبان میتهیلی است و مردمان آنجا را میتهیل‌ها تشکیل می‌دهند که از شاخه‌های هندوآریاییانند و از اعقاب هندوآریاییانی می‌باشند که در دورهٔ ودایی پادشاهی ویده‌ها را در اینجا بنیان نهادند. میتهیل‌ها تنها در هند بالغ بر ۴۵ میلیون تن‌اند. دین رایج میان ایشان هندوئیسم است و اقلیتی از آنان نیز مسلمانند.